# (1246) Chaka
(1246) Chaka es un asteroide que forma parte del cinturón de asteroides y fue descubierto el 23 de julio de 1932 por Cyril V. Jackson desde el observatorio Union de Johannesburgo, República Sudaficana.

## Designación y nombre
Chaka fue designado inicialmente como 1932 OA.
Más adelante se nombró en honor de Chaka, un rey de los zulúes.

## Características orbitales
Chaka orbita a una distancia media de 2,624 ua del Sol, pudiendo alejarse hasta 3,432 ua y acercarse hasta 1,816 ua. Tiene una excentricidad de 0,308 y una inclinación orbital de 16,04°. Emplea en completar una órbita alrededor del Sol 1552 días.